# Peter Uihlein
Peter Uihlein (New Bedford, 29 augustus 1989) is een Amerikaanse professional golfer. 

## Amateur
Golf zit bij Peter Uihlein in de genen. Hij is de zoon van Tina en Wally Uihlein, de president van Acushnet, een bedrijf dat golf equipment maakt. Tina was top-amateur en werd in 1974 jeugdkampioene. Zij was ook finaliste bij het Maryland Amateur in 1977. Haar broer Gary Marlowe won het Marylans State Open als amateur in 1978 en als professional in 1984. Haar vader Tony Marlowe was vijftig jaar lang golfprofessional en gaf jarenlang les op de Woodmont Country Club in Rockville. 

Toen hij dertien was, verhuisde Peter naar Bradenton in Florida waar hij naar de David Leadbetter Golf Academy ging. In 2005 en 2007 werd hij tot Speler van het Jaar benoemd door de American Junior Golf Association (AJGA). Hij is de 5de persoon die deze eer meer dan eenmaal te beurt viel, net als Phil Mickelson en Tiger Woods.
In 2008 ging Peter Uihlein naar de Oklahoma State University (OSU). Hoewel hij als eerstejaars geen goed seizoen had, werd hij toch gevraagd in de Walker Cup van 2009 te spelen, waar hij al zijn partijen won. Dit was tot dan alleen Rickie Fowler gelukt. Eind 2009 won hij het Dixie Amateur.
 In mei 2010 stond hij als nummer 1 op de World Amateur Golf Ranking (WAGR).
Zijn 21ste verjaardag viel op de dag dat hij, gekleed in OSU-oranje, David Chung met 4 & 2 versloeg in de 36-hole finale van het 110de US Amateur op Chambers Bay in University Place, Washington. Hij was de vierde speler uit de staat Oklahoma die US Amateur werd. In september won hij de Mark H. McCormack Medaille als nummer 1 amateur op de WAGR aan het einde van het seizoen.
In 2011 was hij nog amateur en speelde als winnaar van het US Amateur mee in de Master en het Brits Open. Daarna werd hij professional.

### Gewonnen
- 2005: AJGA Speler van het Jaar
- 2006: AJGA Craig Ranch Junior
- 2007: Terra Cotta Invitational
- 2009: Dixie Amateur (-11), AJGA Speler van het Jaar
- 2010: Sahalee Players Championship (-17), US Amateur, Dixie Amateur
- 2011: Northeast Amateur

### Teams
- Walker Cup: 2009 (winnaars), 2011

## Professional
Peter Uihlein werd in december 2011 professional. Zijn belangen worden behartigd door International Sports Management.
Hij won het Madeira Islands Open 2013 en kreeg twee jaar speelrecht voor de Europese Tour.

### Gewonnen
Challenge Tour
- 2013: Madeira Islands Open (-15)

Europese Tour
- 2013: Madeira Islands Open (-15)